# Jeroen Simaeys
Jeroen Simaeys (Mechelen, 12 mei 1985) is een voormalig Belgische voetballer. Hij was een verdedigende middenvelder, maar werd soms ook als centrale verdediger uitgespeeld.

## Carrière

### OH Leuven
Jeroen Simaeys sloot als kind aan bij de club uit zijn woonplaats Butsel, om op 10-jarige leeftijd naar het nabije Oud-Heverlee te verkassen. Op zijn 15de werd hij door KV Mechelen aangetrokken. Twee jaar later keerde hij terug naar Oud-Heverlee, dat inmiddels met Stade Leuven was gefusioneerd tot OH Leuven. Hij speelde er drie seizoenen in derde klasse en vertrok, na de promotie van OHL naar tweede klasse.

### STVV
In de zomer van 2005 trok hij naar de Limburgse eersteklasser STVV. Hij speelde er twee seizoenen en scoorde in 58 wedstrijden 9 goals.

### Club Brugge
Door zijn goede prestaties bij STVV versierde hij een transfer naar Club Brugge. Hij speelde hier vier seizoenen en scoorde in 104 wedstrijden 9 goals.

### KRC Genk
Voor aanvang van het het seizoen 2011/2012 maakte hij de overstap naar landskampioen KRC Genk. Hij koos ervoor om met het nummer 17 te spelen. Hij wordt bij Genk vooral gebruikt als Centrale verdediger. In zijn eerste jaar bij Genk speelde hij meteen in de poulefase van de UEFA Champions League. In het seizoen 2012/2013 won hij met de club de Beker van België. Hij startte het seizoen 2014/2015 nog bij Genk door in de eerste wedstrijd van het seizoen in de basis te staan. Hierna werd hij echter naar de B-kern verwezen nadat Genk vond dat Simaeys te kritisch zou zijn geweest in een interview.

### FC Samara
Eind augustus 2014 tekent hij een contract bij de Russische tweedeklasser Krylja Sovetov Samara, de club waar Franky Vercauteren trainer is. Hij maakte zijn debuut op 7 september 2014 in de thuiswedstrijd tegen Baltika Kaliningrad door in de 90ste minuut in te vallen.

### OH Leuven
Begin juli 2016 tekende hij opnieuw voor drie seizoenen bij OH Leuven, waar hij in het verleden onder andere bij de jeugd speelde. Na een zware blessure aan de enkel, die hij in december 2016 opliep in de competitiematch tegen AFC Tubeke, moest hij genoodzaakt een einde maken aan zijn voetbalcarrière.

## Statistieken[2]
| seizoen | club                  | land    | competitie                       | wed. | goals |
| ------- | --------------------- | ------- | -------------------------------- | ---- | ----- |
| 2002/03 | OH Leuven             | België  | Derde klasse                     |      |       |
| 2003/04 | OH Leuven             | België  | Derde klasse                     | 19   | 2     |
| 2004/05 | OH Leuven             | België  | Derde klasse                     | 27   | 5     |
| 2005/06 | Sint-Truidense VV     | België  | Eerste klasse                    | 31   | 5     |
| 2006/07 | Sint-Truidense VV     | België  | Eerste klasse                    | 27   | 4     |
| 2007/08 | Club Brugge           | België  | Eerste klasse                    | 29   | 3     |
| 2008/09 | Club Brugge           | België  | Jupiler Pro League               | 31   | 5     |
| 2009/10 | Club Brugge           | België  | Jupiler Pro League               | 17   | 0     |
| 2010/11 | Club Brugge           | België  | Jupiler Pro League               | 17   | 1     |
| 2011/12 | KRC Genk              | België  | Jupiler Pro League               | 29   | 2     |
| 2012/13 | KRC Genk              | België  | Jupiler Pro League               | 16   | 1     |
| 2013/14 | KRC Genk              | België  | Jupiler Pro League               | 15   | 0     |
| 2014/15 | KRC Genk              | België  | Jupiler Pro League               | 1    | 0     |
| 2014/15 | Krylja Sovetov Samara | Rusland | Russian National Football League | 16   | 0     |
| 2015/16 | Krylja Sovetov Samara | Rusland | Russian National Football League | 25   | 0     |
| 2016/17 | OH Leuven             | België  | Proximus League                  | 15   | 2     |
|         |                       |         | Totaal                           | 290  | 30    |

## Palmares
| Nationaal        |    |      |
| Beker van België | 1x | 2013 |

## Internationaal
Simaeys werd eerst opgeroepen voor de Belgische Beloften. Hij maakte op 19 november 2008 zijn debuut als Rode Duivel tijdens een oefeninterland tegen Luxemburg (1-1). Hij viel in de 69e minuut in voor Timmy Simons. Ook Lokeren-middenvelder Killian Overmeire en Eden Hazard maakten in deze interland hun debuut. Hij verzamelde 2 caps voor de nationale ploeg.

## Interlands
| Interlands van Jeroen Simaeys voor België | Interlands van Jeroen Simaeys voor België | Interlands van Jeroen Simaeys voor België | Interlands van Jeroen Simaeys voor België | Interlands van Jeroen Simaeys voor België | Interlands van Jeroen Simaeys voor België |
| No.                                       | Datum                                     | Wedstrijd                                 | Uitslag                                   | Soort Wedstrijd                           | Doelpunten                                |
| Als speler bij Club Brugge                | Als speler bij Club Brugge                | Als speler bij Club Brugge                | Als speler bij Club Brugge                | Als speler bij Club Brugge                | Als speler bij Club Brugge                |
| ----------------------------------------- | ----------------------------------------- | ----------------------------------------- | ----------------------------------------- | ----------------------------------------- | ----------------------------------------- |
| 1.                                        | 19 november 2008                          | Luxemburg – België                        | 1 – 1                                     | Vriendschappelijk                         | -                                         |
| 2.                                        | 11 februari 2009                          | België – Slovenië                         | 2 – 0                                     | Vriendschappelijk                         | -                                         |
| Totaal                                    | Totaal                                    | Totaal                                    | Totaal                                    | Totaal                                    | 0                                         |

Bijgewerkt t.e.m. 1 april 2009

## Privéleven
Simaeys combineerde het voetbal met universitaire studies (psychologie) aan de Katholieke Universiteit Leuven. Hij werkt halftijds als kinderpsycholoog. Daarnaast is hij werkzaam als analist voor Play Sports.